# Kleermaker

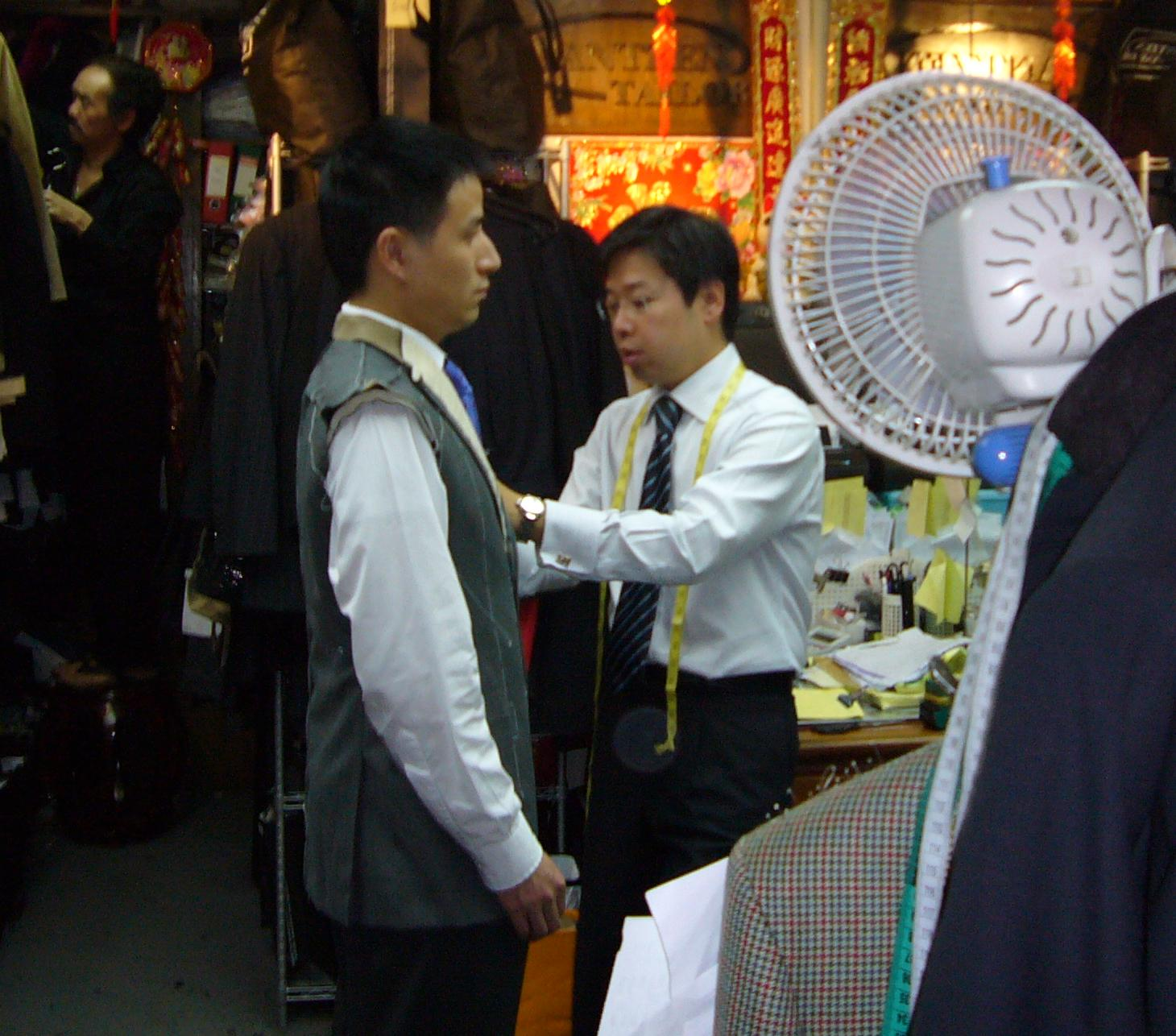
Een kleermaker in Hongkong meet een klant een kostuum aan

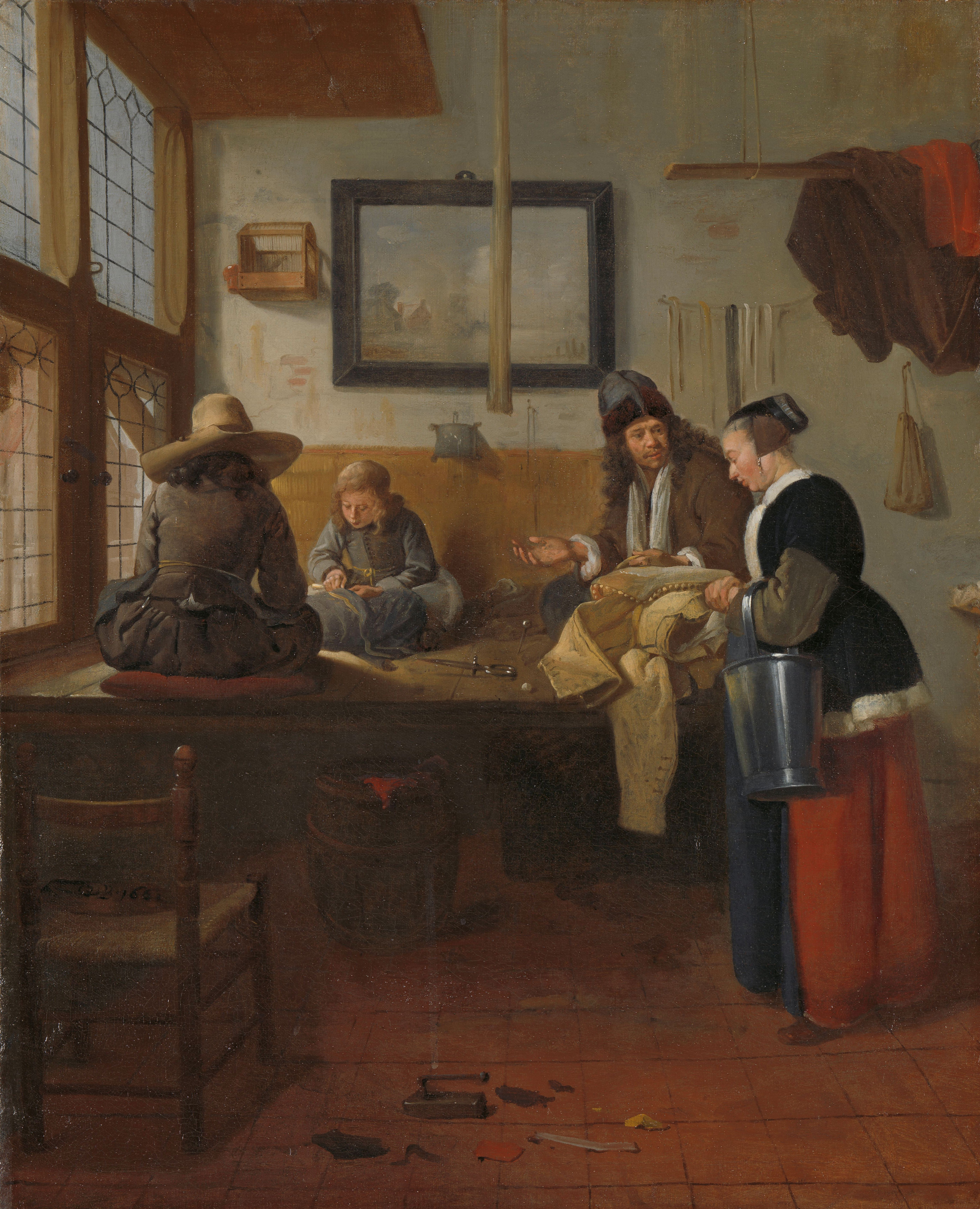
Quirijn van Brekelenkam: De kleermakerswerkplaats.(1661)

Een kleermaker of kleermaakster, ook wel snijder (verouderd), coupeur/se, tailleur, costumier/ère of kostuummaker genoemd, is iemand die kleding vervaardigt. In principe gaat het om bovenkleding, maar een specialisatie in bijvoorbeeld lingerie is ook mogelijk. Naast maatkleding kan een kleermaker zich ook specialiseren in bruidsjurken of kostuums voor opera en ballet.
Het ambacht van kleermaker is al duizenden jaren oud. Het werd al beoefend ten tijde van de oude Grieken en Romeinen en naar alle waarschijnlijkheid ook al ver daarvoor. Een "meester-kleermaker" heeft een (of meerdere) leerjongen(s) onder zijn hoede, aan wie hij de kneepjes van het vak leert.
Traditionele kleermakers zaten op een tafel te werken in de zogeheten kleermakerszit, om een schone en vlakke ondergrond om zich heen te hebben en niet op de grond te hoeven zitten.

## Opleiding
In het verleden werd het ambacht van kleermaker van meester op gezel overgedragen. Vanaf de 20ste eeuw zijn er verschillende opleidingen mogelijk om kleermaker of coupeur te worden. Hierbij lopen beroepsopleidingen en cursussen voor hobbyisten vaak door elkaar. Diploma's van sommige gerenommeerde particuliere opleidingen kunnen meer waard zijn dan een diploma van een overheidsopleiding.
De meeste opleidingen beginnen met de basisvaardigheden van het kleren maken vanaf een patroon, vervolgens met het zelf tekenen van een patroon om maatkleding te kunnen maken, en uiteindelijk ook zelf mode te kunnen ontwerpen.
Men kan op verschillende niveaus opgeleid worden via:
- een modevakschool: een meestal particuliere opleiding waar men middels verschillende deelopleidingen tot allround of juist gespecialiseerd kleermaker opgeleid wordt
- De Rotterdamse snijschool, de Meesteropleiding Coupeur Amsterdam of Atelier Lannaux in Brussel, verschillende particuliere opleidingen die vanaf de basis van het kleren maken opleiden tot het allerhoogste niveau van Meester-coupeur en couturier
- een beroepsopleiding in het praktijkonderwijs zoals in Nederland een BOL-traject via een ROC (mbo-studierichtingen Fashion) en in België via een TSO- of BSO-opleiding zoals Creatie en Mode, Modespecialisatie en trendstudie en Creatie en patroonontwerpen
- het Belgische opleidingsinstituut SYNTRA (opleidingen Dameskleermaker, Herenkleermaker, Lingerie- en korsettenmaker, Modeontwerper, Schoendesign en Vervaardiger van kinderkleding)
- de Belgische Modeschool (kort beroepsonderwijs middels avondcursussen en thuisstudie)
- zelfstudie bij Laudius Thuisstudies, NHA-Nederland en NHA-België